# Assistente tecnico
L'assistente tecnico, detto anche assistente di laboratorio o tecnico di laboratorio a seconda dei contesti, è una figura del personale amministrativo, tecnico e ausiliario che si occupa, negli istituti scolastici statali italiani di gestire l'ambito tecnico.
Il titolo richiesto per l'accesso a tale figura è il diploma di istruzione secondaria di secondo grado ad indirizzo specifico. Numerose sono le associazioni locali sul territorio nazionale italiano che tramite il web coordinano l'ambito professionale di tale profilo.
Le aree di laboratorio sono quelle previste dall'OM 59/1994 e vanno dal Tecnico di cucina, sala e ricevimento (Classe di concorso AR20 e AR21 si occupa dell'attrezzatura alberghiera), elettronica, informatica, a quelle che si occupano di fisica, chimica, chimica agraria, costruzioni navali, comparto aeronautico, grafica pubblicitaria, informatica gestionale, ceramica. 
Il tecnico di laboratorio segue l'attività didattica e fornisce specifico apporto tecnico nell'uso dell'attrezzatura e nella manutenzione delle tecnologie. Sono responsabili del laboratorio assegnato dal DSGA o dal dirigente scolastico, predisporranno di elenco dei beni in dotazione di ciascun laboratorio di cui sono consegnatari. Una copia dell'elenco va affissa nei locali loro affidati, una copia archiviata dal DSGA. Il diploma alberghiero è un diploma ITP (Insegnante Tecnico Pratico). 